# Lloc Històric Nacional d'Andrew Johnson

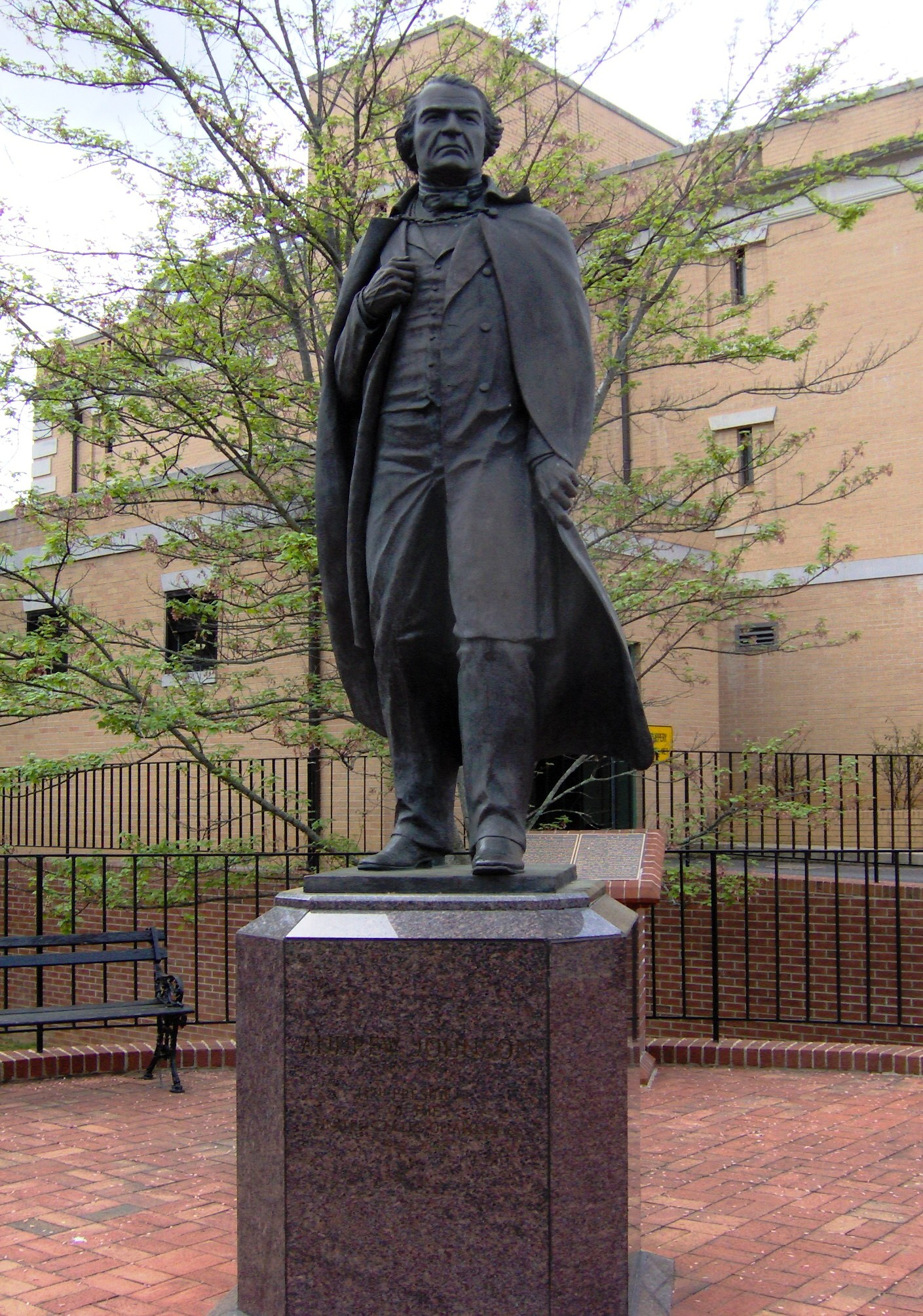
Estàtua d'Andrew Johnson al lloc històric nacional

El Lloc Històric Nacional d'Andrew Johnson (Andrew Johnson National Historic Site) és una unitat oficial del Servei de Parcs Nacionals situat a Greeneville (Tennessee) als Estats Units. Es va establir per a interpretar la vida d'Andrew Johnson, el 17è president dels Estats Units, qui va assumir la presidència després de l'assassinat d'Abraham Lincoln.
El lloc històric nacional cobreix 6.5 hectàrees. Va ser designat un monument nacional el 29 d'agost de 1935 i rebatejat un lloc històric nacional l'11 de desembre de 1963. Inclou tres àrees separades: el Centre de Visitants, la Casa d'Andrew Johnson, i el Cementiri Nacional d'Andrew Johnson.

## Centre de Visitants
El centre de visitants compta amb un museu, un cinema petit, i la sastreria d'Andrew Johnson. Els visitants reben un facsímil d'una entrada a les audiències del judici polític (impeachment) de Johnson. Cada any el 26 de maig, els visitants voten si Johnson hauria d'haver estat retirat de la seva posició com una part de la missió interpretativa del parc. El centre de visitants mostra una pel·lícula de 13,5 minuts sobre Johnson i els seus anys a Greeneville. La sastreria està envoltada per un edifici construït per l'estat de Tennessee el 1923 per a protegir la construcció original.

## Casa d'Andrew Johnson
La Casa d'Andrew Johnson es conserva com durant la seva ocupació per Andrew Johnson i la seva dona des del 1869 fins al 1875. Johnson havia comprat la casa el 1851. La casa és neogrega i de dos pisos. Durant la Guerra Civil dels Estats Units, la casa va ser ocupada pels soldats. Es requerien reparacions significants quan la família va tornar a la casa després de la presidència de Johnson l'any 1869.

## Cementiri Nacional
El Cementiri Nacional d'Andrew Johnson va ser establert el 1906. Inclou les tombes de Johnson, l'esposa de Johnson, Eliza McCardle Johnson, i el seu fill, el General Robert Johnson. La filla de Johnson, Martha Patterson, qui havia heretat la propietat, va impulsar una campanya per a convertir el lloc en un cementiri nacional. El Congrés dels Estats Units va fer precisament això el 1906. El 23 de maig de 1942 el control del cementiri es va transferir del Departament de Guerra al Servei de Parcs Nacionals.